# Asplenium scalare
Asplenium scalare är en svartbräkenväxtart som beskrevs av Eduard Rosenstock. Asplenium scalare ingår i släktet Asplenium och familjen Aspleniaceae. Inga underarter finns listade.